# کارلتون (واشینگتن)
کارلتون (به انگلیسی: Carlton) یک منطقهٔ مسکونی در ایالات متحده آمریکا است که در شهرستان اوکانوگان، واشینگتن واقع شده‌است. کارلتون ۴۳۰٫۹۹ متر بالاتر از سطح دریا واقع شده‌است.